# メートー観光
メートー観光株式会社（メートーかんこう、Meto Kanko Co.,Ltd）は、埼玉県吉川市に本社を置く企業。乗合バス事業、貸切バス事業、旅行業、不動産業などを行っている。本社はJR吉川駅南口に立地する。
埼玉県バス協会会員。

## 概要
路線バスは、本社のある埼玉県吉川市および隣接する三郷市を営業エリアとする。主にJR武蔵野線吉川駅・吉川美南駅・新三郷駅、つくばエクスプレス三郷中央駅を発着する。
路線バスの乗降方法は、前乗り中降り運賃先払い。PASMO・Suica等の交通系ICカードは利用できない。
2019年（令和元年）7月16日にダイヤ改正、宗眼寺発の吉川駅行きの運行を取り止めた。新型コロナウイルス感染症流行の影響により、2020年（令和2年）4月11日より全日「土曜ダイヤ」での運行へ切り替えた。

## 三郷市の路線バス網
三郷市ではコミュニティバスを運行しておらず、行政が主導して立案した『三郷市地域公共交通網形成計画』により市内の路線バス網を整備し、市内の民間バス事業者6社により路線バスが運行されている。2005年のつくばエクスプレス開業などをふまえて「三郷方式」といえる独自の方式によりバス路線の再編が行われた。
バス事業の規制緩和による貸切バス事業者の参入や新規事業者の設立により、既存事業者に加えて規制緩和後に参入した新規事業者も含め、各社で分担して計画的に市内の路線網が形成された結果、市内ほぼ全域に路線バスが運行されるに至った。
- 既存事業者：東武バスセントラル（三郷営業所・吉川営業所）、京成バス、京成タウンバス[9]
- 新規事業者：マイスカイ交通、メートー観光、埼玉観光[9]

かつては同時期に乗合バス事業に参入したグローバル交通もこの中に含まれていたが、グローバル交通が三郷線から撤退したことにより枠組みから外れ、代わって乗合バス事業に参入した埼玉観光株式会社（2016年6月1日設立、本社：越谷市）が含まれることとなった。

## 路線

### 現行路線
- M1系統：吉川駅南口 - 道庭公園 - 吉川警察署入口 - みさと団地 - 新三郷駅西口
  - 早朝深夜に途中停留所の道庭公園を始発終着とする便が存在する。
- M3-P系統：吉川駅南口 - 中曽根小学校前 - 吉川警察署入口 - ピアラシティ
- M6系統：新三郷駅西口 - みさと団地 - ピアラシティ

### 全日土曜ダイヤ運行のために事実上の休止となっている路線
- M1-2系統：吉川駅南口 - 道庭公園 - 吉川警察署入口 - みさと団地一街区 - 新三郷駅西口
- M2系統：吉川駅南口 - 中曽根小学校前 - 彦糸2丁目 - 北部三郷団地循環
- M3系統：吉川駅南口 - 中曽根小学校前 - 吉川警察署入口 - ピアラシティ - 三郷中央駅
  - 昼の1本のみ三郷中央駅まで運行される。（土日運休）
  - 三郷中央駅 → 吉川駅南口方向は、現在運休となっている。
- M5系統：吉川美南駅 → 道庭公園 → 吉川警察署入口 → みさと団地 → 新三郷駅西口
  - 過去には新三郷駅 → 吉川美南駅方向も運行されていた。M5系統単独区間の下り方向のバス停がそのまま現存する。
- S1系統：吉川駅南口 → 密厳院 → 宗眼寺
  - 過去には宗眼寺 → 吉川駅南口方向も運行されていた。

### 休廃止路線
- S1系統：宗眼寺 → 密厳院 → 吉川駅南口
  - 2019年7月16日のダイヤ改正で上り方向のみ運行取り止め[4]。
- M7系統（おあしす線）：吉川美南駅 -吉川駅南口 - おあしす
  - 吉川からは深夜バスのバス停に停車していた。2013年（平成25年）12月27日廃止。
- M7-2系統（深夜バス）
  - 三郷中央駅 → つくばエクスプレス入口 → 三郷消防署前 → ケアセンター前 → のぞみ公園 → 団地2街区 → 団地3街区 → 団地4街区 → 技術高校前 → 団地8街区 → 団地10街区 → 団地14街区 → 団地11街区 → サブセンター → 高久町田 → 育暎保育園入口 → 吉川駅南口 → 中川台 → 吉川中央総合病院 → 割烹ますや前 → 山崎接骨院前 → 吉川1丁目 → 吉川1丁目東 → 吉川団地南 → 会田整形外科前 → 中央中学校前 → ゴルフ練習場 → 栄小学校北 → おあしす
  - 2007年7月19日運行開始、廃止時期不明。金曜日のみ運行。同社単独区間のさつき平団地を経由していた。また「のぞみ公園」停留所は、東武バスとは別の位置にバス停が存在していた。当初は三郷中央駅から2本運行されていたが、2007年11月1日より24時30分発の1本のみに改正された。
- 吉川駅南口 → おあしす（深夜バス）
  - 平日運行、吉川駅南口24時15分発の1本のみ。
- 吉川駅 - 密厳院前 - 宗眼寺 - 吉川警察署入口 - ピアラシティ - 三郷中央駅
- 吉川駅 - 彦成一丁目 -（草加流山線）- ピアラシティ

## 車両
路線車は小型バスを使用する。当初は三菱ふそう・エアロミディMEを6台導入、2010年に日野・レインボーHR（7m車）を2台中古導入した。そのほか予備車として、貸切兼用の日産・シビリアンを運用していた。その後、路線縮小と減便に伴い、エアロミディME2台とシビリアンが丸建自動車（現：丸建つばさ交通）へ売却された。2020年には西武バスから日野・ポンチョが移籍した。多くの車両（2022年現在、全6台中5台）が全面広告ラッピング車両となっている。
貸切車は、9m大型車の三菱ふそう・エアロバスMM、中型車の三菱ふそう・エアロミディMJ、日野・メルファ、マイクロバスの日野・リエッセIIなどを使用する。また、送迎バス専属の車両が存在する。